# Корпоративные финансы
Корпорати́вные фина́нсы (фина́нсы организа́ции, англ. Corporate finance) — область финансов, которая касается источников финансирования, структуры капитала корпораций, действий, которые менеджеры предпринимают для увеличения стоимости фирмы для акционеров, а также инструментов и анализа, используемых для распределения финансовых ресурсов.

## Определение
Согласно американскому профессору Стивену Россу, корпоративные финансы — это изучение взаимосвязи между деловыми решениями, денежными потоками и стоимостью акций фирмы.
Ряд экономистов определяют финансы организации как экономические отношения, возникающие в процессе хозяйственной деятельности организации и касающиеся формирования, распределения и использования её денежных потоков.

## Задачи корпоративных финансов
Одна из задач корпоративных финансов заключается в бесперебойном обеспечении затрат организации денежными ресурсами. Основным источником финансирования хозяйственной деятельности организации является её собственный капитал (уставной капитал и прибыль). При временном превышении затрат на ведение хозяйственной деятельности над размером собственных оборотных средств, организация привлекает заёмный капитал. Для обеспечения долгосрочных потребностей чаще выпускаются облигации или акции, либо берутся долгосрочные кредиты. Такие стратегические решения о взятии кредита или выпуске акций в конечном счёте определяют саму структуру капитала организации. Традиционный бухгалтерский показатель прибыль не учитывает альтернативных издержек привлечения капитала, используемого для создания экономической прибыли, а также рост, необходимый для создания дополнительной стоимости, контроля за размером рабочего капитала, капитальными вложениями, но учитывает такой неденежный показатель как амортизационные отчисления основных средств и нематериальных активов, поэтому отдельные финансовые специалисты выбирают основным показателем деятельности компании ожидаемый дисконтированный денежный поток. Данный альтернативный метод управления называется управление стоимостью бизнеса.
Следующая задача корпоративных финансов — нахождение оптимального соотношения между доходностью бизнеса и финансовыми рисками.
Другая важнейшая сторона корпоративных финансов — это решения об инвестициях, то есть решения о вложении денежных средств с целью получения дополнительного дохода. Управление инвестициями — важнейшая сторона финансов на любом уровне, и корпоративный уровень не исключение. Перед принятием решения об инвестиции, нужно проанализировать следующие факторы:
- соотношение между: целью — периодом времени — инфляцией — неприятием рисков — налогами — чистым доходом
- выбор между активной и пассивной стратегией хеджирования
- оценка эффективности портфеля инвестиций

## Функции финансов
Функции:
- Учётная — с помощью финансового механизма осуществляется учет всех произведенных стоимостей товаров, работ, услуг.
- Распределительная — в результате реализации товаров, работ, услуг вновь созданная стоимость распределяется и перераспределяется между производителем, посредником, государственным бюджетом.
- Стимулирующая — через финансовые рычаги предприятие может стимулировать развитие приоритетных направлений деятельности.
- Контрольная — предприятие проводит внутренний и внешний контроль за сохранностью собственности, эффективным использованием ресурсов, рациональным расходованием средств.

## Принципы организации финансов предприятий
Для организаций и предприятий существуют такие принципы организации финансов:
1. Принцип хозяйственной самостоятельности
2. Принцип самофинансирования
3. Принцип материальной заинтересованности
4. Принцип обеспечения финансовыми резервами
5. Принцип финансового планирования и коммерческого расчета
6. Принцип материальной ответственности
7. Принцип экономической эффективности
8. Принцип финансового контроля

## Финансовая работа в организации
Финансовая работа — практическая деятельность людей по управлению финансами организации. Конечной целью этой деятельности является достижение наилучших результатов при наименьших затратах. Под результатами понимаются как экономические, так и социальные показатели деятельности.
Задачи финансовой работы:
- обеспечение финансовыми ресурсами всех видов затрат, необходимых для текущей и перспективной деятельности
- обеспечение финансовой устойчивости и экономической самостоятельности
- изыскание резервов повышения доходов и конечных финансовых результатов
- применение финансовых рычагов для рационального использования материальных, трудовых и финансовых ресурсов
- соблюдение финансовой дисциплины во взаимодействии с государственными финансовыми органами и деловыми партнерами
- укрепление, сохранение и приумножение собственности

В сферу финансовых (денежных) отношений предприятия входят:
1. Отношения между предприятием и его инвесторами (акционерами, участниками, собственниками) по поводу формирования и эффективного использования собственного капитала, а также выплат дивидендов и процентов.
2. Отношения между предприятием, поставщиками, покупателями по поводу расчётов, а также способов обеспечения исполнения финансовых обязательств.
3. Отношения между предприятием и финансовыми институтами (банками, страховыми компаниями, другими финансовыми организациями).
4. Отношения между предприятием-инвестором и другими предприятиями (организациями) по поводу его инвестиций и выплат по ним дивидендов и процентов.
5. Отношения между предприятием и государством по поводу уплаты налогов и других обязательных платежей.
6. Отношения между материнским и дочерним предприятиями по поводу внутрикорпоративного перераспределения средств.
7. Отношения между предприятием и правообладателями по поводу выплаты вознаграждения по договору коммерческой концессии.
8. Отношения между предприятием и наёмными работниками по поводу оплаты труда, удержания налогов.
9. Другие финансовые отношения предприятия.